# Gran Premio delle Nazioni 1946
Il Gran Premio delle Nazioni 1946 è stata una gara di Formula Grand Prix, seconda Grande prova della stagione 1946.

## Qualifiche

### Gara 1
I piloti evidenziati accedono alla finale
| Pos | Nr | Pilota              | Scuderia              | Vettura        | Giri | Tempo/Ritiro |
| --- | -- | ------------------- | --------------------- | -------------- | ---- | ------------ |
| 1   | 18 | Jean-Pierre Wimille | Alfa Corse            | Alfa Romeo 158 | 32   | 59'45"5      |
| 2   | 20 | Achille Varzi       | Alfa Corse            | Alfa Romeo 158 | 32   | +48"         |
| 3   | 24 | Luigi Villoresi     | Scuderia Ambrosiana   | Maserati 4CL   | 32   | +51"         |
| 4   | 4  | Reg Parnell         | Privato               | Maserati 4CL   | 31   | +1 giro      |
| 5   | 2  | Prince Bira         | Privato               | ERA B          | 30   | +2 giri      |
| 6   | 22 | Raymond Sommer      | Privato               | Maserati 4CL   | 30   | +2 giri      |
| 7   | 8  | George Bainbridge   | Privato               | ERA B          | 29   | +3 giri      |
| 8   | 10 | "Raph"              | Ecurie Naphtra Course | Maserati 4CL   | 29   | +3 giri      |
| Rit | 6  | Peter Whitehead     | Privato               | ERA B          | 28   | Motore       |
| Rit | 14 | Josef Vojlectovsky  | Privato               | Maserati 6CM   | 28   | Candele      |
| 9   | 16 | Eric Verkade        | Privato               | Talbot 700     | 28   | +4 giri      |

- Pole position : Jean-Pierre Wimille, 1'37"5
- Giro veloce : Jean-Pierre Wimille, 1'47"2

### Gara 2
I piloti evidenziati accedono alla finale
| Pos | Nr | Pilota               | Scuderia                    | Vettura        | Giri | Tempo/Ritiro |
| --- | -- | -------------------- | --------------------------- | -------------- | ---- | ------------ |
| 1   | 42 | Nino Farina          | Alfa Corse                  | Alfa Romeo 158 | 32   | 56'17"2      |
| 2   | 44 | Carlo Felice Trossi  | Alfa Corse                  | Alfa Romeo 158 | 32   | +33"0        |
| 3   | 46 | Tazio Nuvolari       | Privato                     | Maserati 4CL   | 32   | +1'11"0      |
| 4   | 38 | Toulo de Graffenried | Privato                     | Maserati 4CL   | 31   | +1 giro      |
| 5   | 34 | Raymond Mays         | ERA                         | ERA D          | 31   | +1 giro      |
| 6   | 26 | George Abecassis     | Privato                     | Alta           | 31   | +1 giro      |
| 7   | 36 | Ian Connell          | Privato                     | ERA B          | 30   | +2 giri      |
| 8   | 52 | David Hampshire      | Privato                     | Delage 15S8    | 30   | +2 giri      |
| 9   | 28 | Bob Gerard           | Privato                     | ERA B          | 28   | +4 giri      |
| 10  | 30 | Harry Schell         | Ecurie Lucy O´Reilly Schell | Maserati 6CM   | 27   | +5 giri      |
| Rit | 32 | Max Christen         | Privato                     | Maserati 6CM   | 25   |              |
| Rit | 54 | Leslie Brooke        | ERA                         | ERA B          | 22   | Freni        |

- Pole position : Nino Farina (1'38"3)
- Giro veloce : Nino Farina (1'42"3)

## Gara

### Risultati
| Pos | Nr | Pilota               | Scuderia            | Vettura        | Giri | Tempo/Ritiro |
| --- | -- | -------------------- | ------------------- | -------------- | ---- | ------------ |
| 1   | 42 | Nino Farina          | Alfa Corse          | Alfa Romeo 158 | 44   | 1h15'49"4    |
| 2   | 44 | Carlo Felice Trossi  | Alfa Corse          | Alfa Romeo 158 | 44   | +1'11"5      |
| 3   | 18 | Jean-Pierre Wimille  | Alfa Corse          | Alfa Romeo 158 | 43   | +1 giro      |
| 4   | 46 | Tazio Nuvolari       | Privato             | Maserati 4CL   | 42   | +2 giri      |
| 5   | 38 | Toulo de Graffenried | Privato             | Maserati 4CL   | 42   | +2 giri      |
| 6   | 2  | Prince Bira          | Privato             | ERA B          | 42   | +2 giri      |
| 7   | 20 | Achille Varzi        | Alfa Corse          | Alfa Romeo 158 | 38   | +6 giri      |
| 8   | 22 | Raymond Sommer       | Privato             | Maserati 4CL   | 36   | +8 giri      |
| Rit | 26 | George Abecassis     | Privato             | Alta           | 23   | Carburatore  |
| Rit | 4  | Reg Parnell          | Privato             | Maserati 4CL   | 1    | Incidente    |
| Rit | 24 | Luigi Villoresi      | Scuderia Ambrosiana | Maserati 4CL   | 1    | Incidente    |